# Caciomorpha genalis
Caciomorpha genalis är en skalbaggsart som först beskrevs av Aurivillius 1909.  Caciomorpha genalis ingår i släktet Caciomorpha och familjen långhorningar. Inga underarter finns listade.